# 叙根施泰因
叙根施泰因是德国巴伐利亚州的一个市镇。总面积16.66平方公里，总人口3545人，其中男性1729人，女性1816人（2011年12月31日），人口密度213人/平方公里。